# Liste der Biografien/Martin, E
Liste der Biografien |
Portal Biografien |
E Personensuche
# |
A |
B |
C |
D |
E |
F |
G |
H |
I |
J |
K |
L |
M |
N |
O |
P |
Q |
R |
S |
T |
U |
V |
W |
X |
Y |
Z |
?
 
Ma |
Mb |
Mc |
Md |
Me |
Mf |
Mg |
Mh |
Mi |
Mj |
Mk |
Ml |
Mm |
Mn |
Mo |
Mp |
Mq |
Mr |
Ms |
Mt |
Mu |
Mv |
Mw |
Mx |
My |
Mz
 
Maa |
Mab |
Mac |
Mad |
Mae |
Maf |
Mag |
Mah |
Mai |
Maj |
Mak |
Mal |
Mam |
Man |
Mao |
Map |
Maq |
Mar |
Mas |
Mat |
Mau |
Mav |
Maw |
Max |
May |
Maz
 
Mara |
Marb |
Marc |
Mard |
Mare |
Marf |
Marg |
Marh |
Mari |
Marj |
Mark |
Marl |
Marm |
Marn |
Maro |
Marp |
Marq |
Marr |
Mars |
Mart |
Maru |
Marv |
Marw |
Marx |
Mary |
Marz
 
Marta |
Marte |
Marth |
Marti |
Martj |
Martl |
Martm |
Martn |
Marto |
Martr |
Marts |
Martt |
Martu |
Martw |
Marty |
Martz
 
Martia |
Martic |
Martie |
Martig |
Martik |
Martil |
Martim |
Martin |
Martir |
Martis |
Martit |
Martiu |
Martiv
 
Martin, A |
Martin, B |
Martin, C |
Martin, D |
Martin, E |
Martin, F |
Martin, G |
Martin, H |
Martin, I |
Martin, J |
Martin, K |
Martin, L |
Martin, M |
Martin, N |
Martin, O |
Martin, P |
Martin, Q |
Martin, R |
Martin, S |
Martin, T |
Martin, U |
Martin, V |
Martin, W |
Martin, Z |
Martina |
Martinb |
Martinc |
Martind |
Martine |
Marting |
Martinh |
Martini |
Martinj |
Martink |
Martino |
Martinp |
Martins |
Martinu |
Martiny |
Martinz
Die Liste der Biografien führt alle Personen auf, die in der deutschsprachigen Wikipedia einen Artikel haben. Dieses ist eine Teilliste mit 47 Einträgen von Personen, deren Namen mit den Buchstaben „Martin, E“ beginnt.

## Martin, E

### Martin, Ea
- Martin, Eamon (* 1961), irischer Geistlicher, Erzbischof von Armagh
- Martin, Eamonn (* 1958), englischer Langstreckenläufer

### Martin, Eb
- Martin, Eben (1855–1932), US-amerikanischer Politiker

### Martin, Ed
- Martin, Eddie (1903–1968), US-amerikanischer Boxer
- Martín, Edgardo (1915–2004), kubanischer Komponist
- Martin, Edie (1880–1964), britische Schauspielerin
- Martin, Edmund (* 1982), deutscher Bogenbiathlet
- Martin, Edouard (* 1963), französischer Gewerkschafter und Politiker
- Martin, Eduard Arnold (1809–1875), deutscher Gynäkologe und GeburtshelferEduard Arnold Martin (1809–1875)

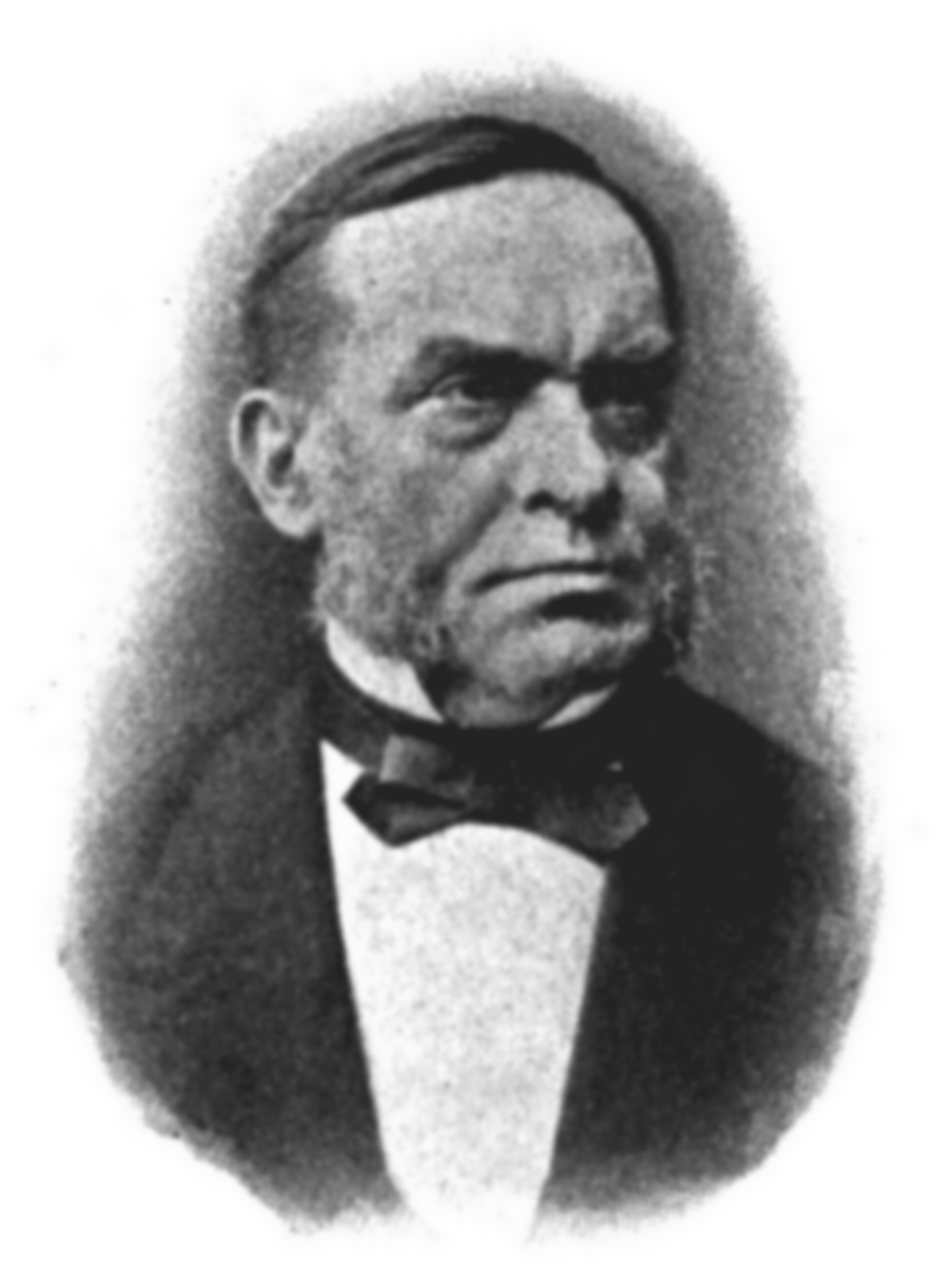
Eduard Arnold Martin (1809–1875)

- Martín, Eduardo Eliseo (* 1953), argentinischer römisch-katholischer Geistlicher, Erzbischof von Rosario
- Martin, Edward (1879–1967), US-amerikanischer Politiker
- Martin, Edward L. (1837–1897), US-amerikanischer Politiker
- Martin, Edwin M. (1908–2002), US-amerikanischer Diplomat

### Martin, El
- Martin, Elbert S. († 1876), US-amerikanischer Politiker
- Martin, Elias († 1818), schwedischer Maler
- Martin, Élisa (* 1972), französische Politikerin
- Martín, Eliseo (* 1973), spanischer Langstreckenläufer

### Martin, Em
- Martin, Emer (* 1968), irische Schriftstellerin, Malerin und Filmemacherin
- Martin, Emil (1891–1967), deutscher Politiker (SPD), MdL
- Martin, Emilie (1869–1936), amerikanische Mathematikerin und Hochschullehrerin
- Martín, Emilio (* 1982), spanischer Langstreckenläufer und Duathlet
- Martin, Emily (* 1979), australische Ruderin
- Martin, Emily Poppenborg, Agrarwissenschaftlerin
- Martin, Emma (1812–1851), englische Sozialreformerin und Feministin
- Martin, Emma (1892–1943), deutsche Hausfrau und Landarbeiterin

### Martin, En
- Martín, Enriqueta (1892–1984), spanische Hochschullehrerin und Bibliothekswissenschaftlerin

### Martin, Er
- Martin, Eric (1900–1980), Schweizer Arzt und Wissenschaftler, Präsident des Internationalen Komitees vom Roten Kreuz (1973–1976)
- Martin, Eric (* 1960), US-amerikanischer Musiker und SängerEric Martin (* 1960)

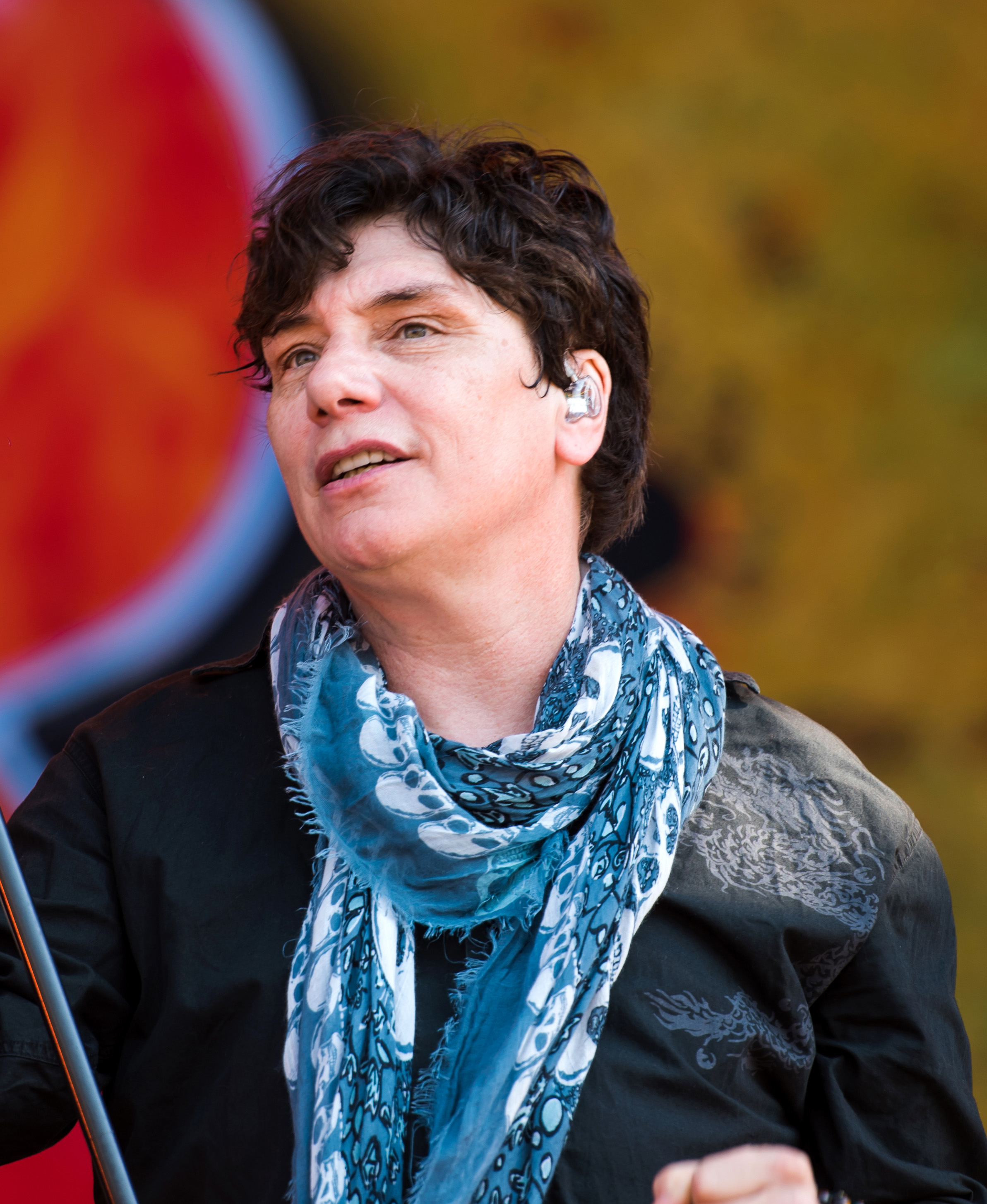
Eric Martin (* 1960)

- Martin, Erich (1890–1968), deutscher Lehrer und Naturwissenschaftler
- Martin, Erich (1905–1977), deutscher Maler
- Martin, Erich (* 1929), deutscher Fußballspieler
- Martin, Erik (1936–2017), deutscher Autor, Liedermacher und Herausgeber
- Martin, Ernest (1849–1910), Schweizer evangelischer Geistlicher und Hochschullehrer
- Martin, Ernest (* 1878), französischer Schwimmer und Wasserballspieler
- Martin, Ernest (* 1932), US-amerikanischer Regisseur, Intendant und Schauspieler
- Martin, Ernst (1841–1910), deutscher Germanist und Romanist
- Martin, Ernst (1885–1974), deutscher Politiker (DNVP), MdR
- Martin, Ernst Ewald (1900–1934), deutscher Detektiv und Opfer des Röhmputsches
- Martin, Ernst J. (1900–1967), deutscher Dendrologe, Autor, Naturschützer und Zahnarzt
- Martin, Ersen (1979–2024), deutsch-türkischer FußballspielerErsen Martin (1979–2024)

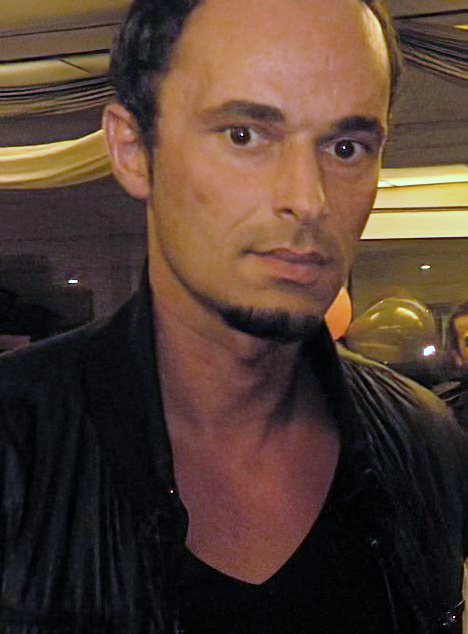
Ersen Martin (1979–2024)

### Martin, Es
- Martin, Esmond Bradley (1941–2018), US-amerikanisch-kenianischer Tierschützer und Naturschutzaktivist

### Martin, Et
- Martin, Étienne (1913–1995), französischer Bildhauer und Objektkünstler

### Martin, Eu
- Martin, Eugen Theodor (1925–2010), deutscher Unternehmer, Stifter, Politiker (FDP) und Präsident der IHK Freiburg
- Martin, Eugène (1880–1954), Schweizer Kunstmaler
- Martin, Eugène (1915–2006), französischer Automobilrennfahrer
- Martin, Eugene James (1938–2005), US-amerikanischer Maler
- Martín, Eugenio (1925–2023), spanischer Regisseur und Drehbuchautor